# Ana Ambrazienė
Ana Ambrazienė (* 14. April 1955 in Tarakonys, Rajongemeinde Vilnius; † 12. Februar 2025 in Vilnius) war eine sowjetische Hürdenläuferin.

## Sportliche Laufbahn
Am 11. Juni 1983 stellte sie in Moskau mit 54,02 s einen Weltrekord im 400-Meter-Hürdenlauf auf. Diese Zeit ist auch heute noch litauischer Landesrekord. Im selben Jahr gewann sie die Silbermedaille bei den Weltmeisterschaften in Helsinki und wurde dabei um nur eine Hundertstelsekunde von ihrer Teamkollegin Jekaterina Fessenko geschlagen.
Bei den Weltmeisterschaften 1987 in Rom wurde sie Sechste.
1983 und 1987 wurde sie sowjetische Meisterin.